# Hypocalyptus coluteoides
Hypocalyptus coluteoides är en ärtväxtart som först beskrevs av Jean-Baptiste de Lamarck, och fick sitt nu gällande namn av Rolf Martin Theodor Dahlgren. Hypocalyptus coluteoides ingår i släktet Hypocalyptus och familjen ärtväxter. Inga underarter finns listade i Catalogue of Life.